# 16 septembrie
ianuarie • februarie • martie  • aprilie  • mai  • iunie  • iulie  • august  • septembrie  • octombrie  • noiembrie  • decembrie
16 septembrie este a 259-a zi a calendarului gregorian și a 260-a zi în anii bisecți. Mai sunt 106 zile până la sfârșitul anului.

## Evenimente

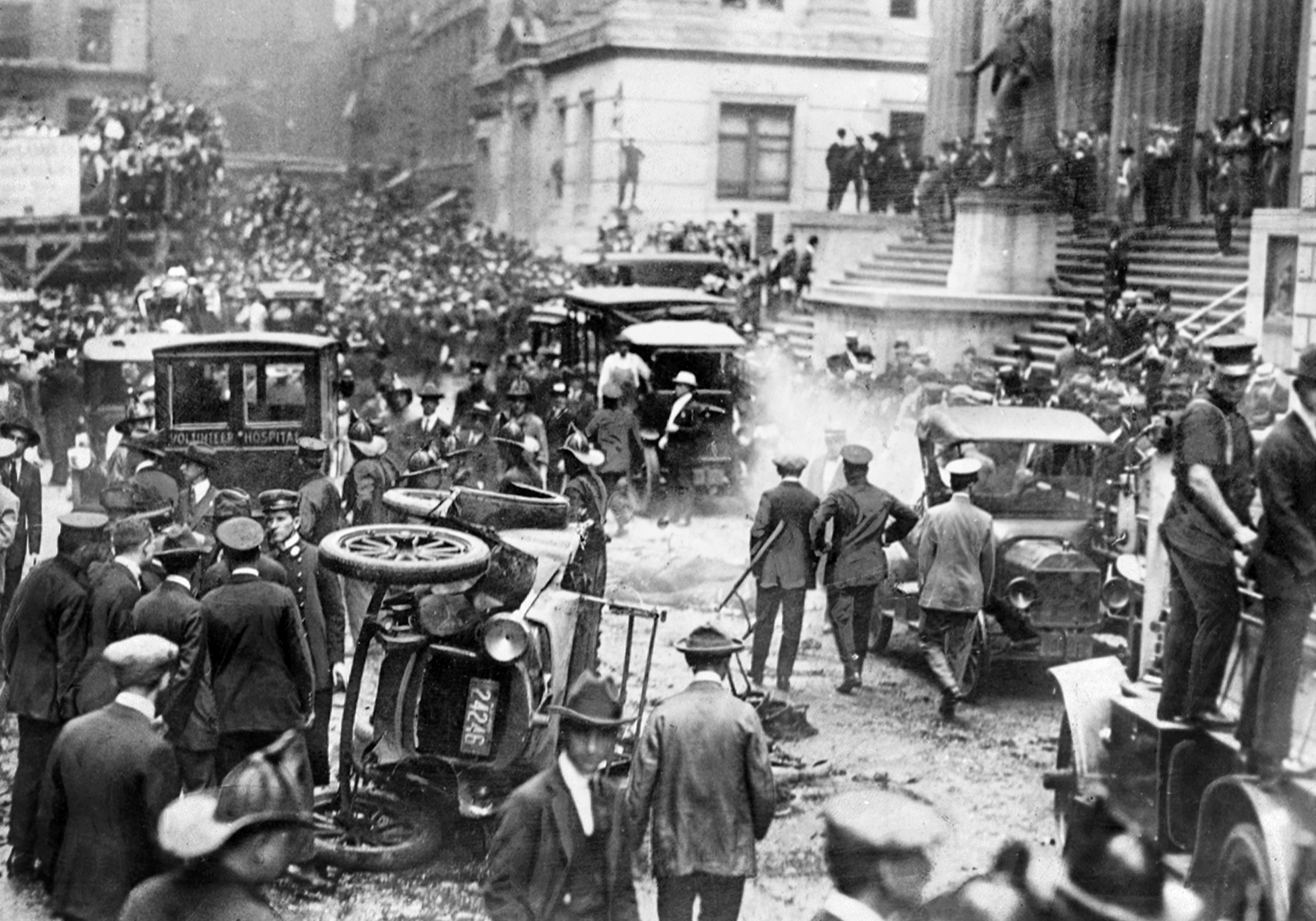
1920: La New York are loc Atentatul cu bombă de pe Wall Street când în fața băncii JP Morgan Inc. explodează un vagon tras de cai în care erau 45 kg de dinamită, împreună cu 230 kg de fragmente din fontă declanșate de un detonator temporizat, provocând împrăștierea bucăților de metal în toate direcțiile. Au fost 38 de decese și aproximativ 400 de răniți.

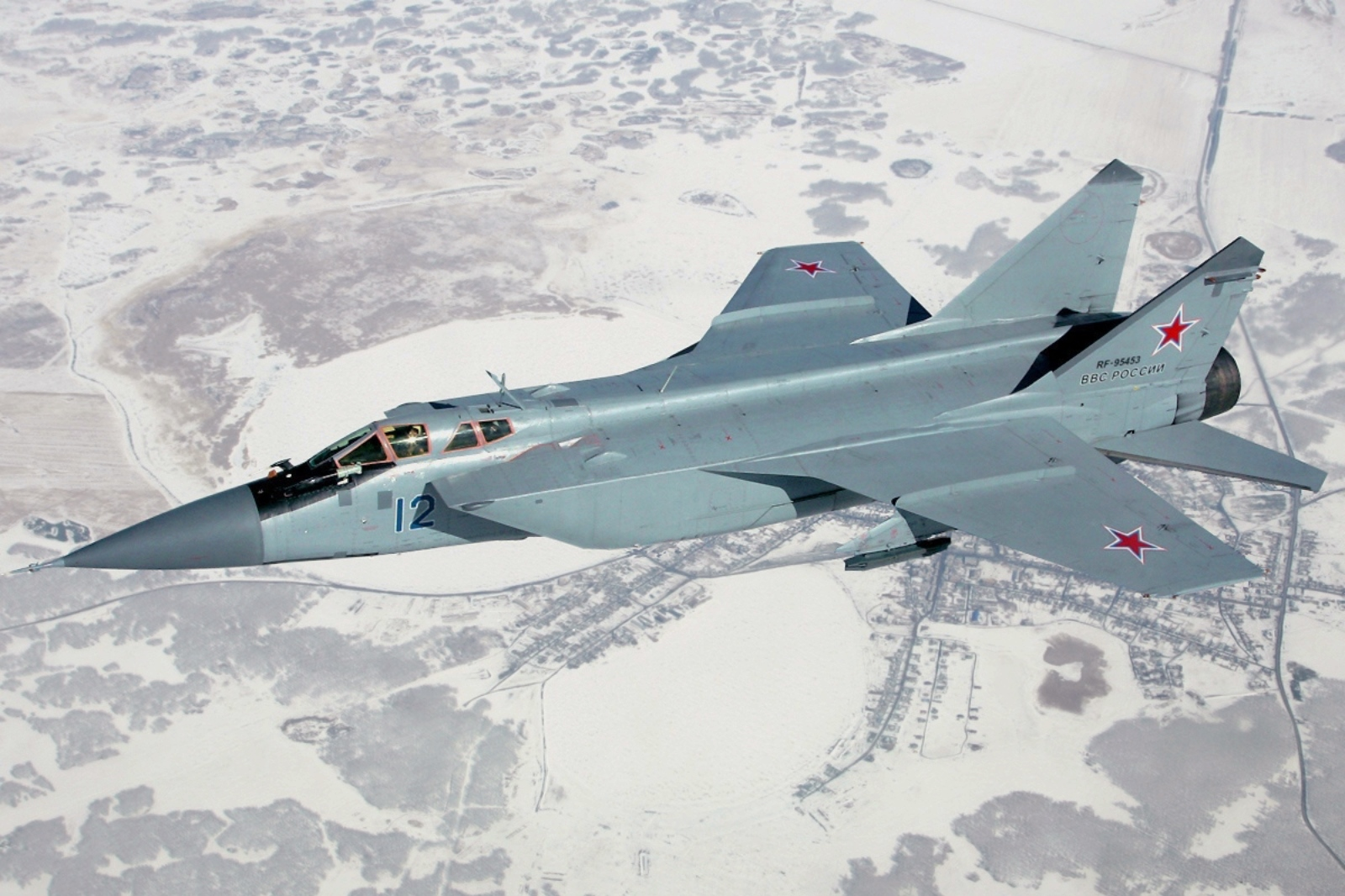
1975: Zborul inaugural al Mikoian-Gurevici MiG-31

- 1382: Maria de Anjou este proclamată regina Ungariei.
- 1776: Armata americană a obținut o victorie împotriva celei britanice în bătălia de la Harlem Heights din cadrul războiului american de independență.
- 1836: Domnul Țării Românești, Alexandru Ghica, instituie ca monedă a țării, leul, unitate teoretică de cont, echivalentul a 60 de parale.
- 1868: Se deschide, la Sibiu, primul "Congres național-bisericesc al românilor ortodocși" din Transilvania și Ungaria; se adoptă "Statutul organic", care consfințește principiile fundamentale ale autonomiei Mitropoliei ortodoxe române din Transilvania și Ungaria.
- 1880: Înființarea Societății farmaciștilor din România.
- 1908: În orașul Flint, din statul american Michigan, sunt puse bazele General Motors Corporation.
- 1920: La New York are loc Atentatul cu bombă de pe Wall Street când în fața băncii JP Morgan Inc. explodează un vagon tras de cai în care erau 45 kg de dinamită, împreună cu 230 kg de fragmente din fontă declanșate de un detonator temporizat,[1] provocând împrăștierea bucăților de metal în toate direcțiile.[2] Au fost 38 de decese și aproximativ 400 de răniți.
- 1938: Adolf Hitler îl primește la reședința sa din Berchtesgaden pe primul ministru britanic Arthur Neville Chamberlain, care își exprimă disponibilitatea de a convinge guvernul de la Praga să cedeze regiunile sudete, locuite în majoritate de germani.
- 1941: Marea Britanie și URSS îl obligă pe Reza Shah Pahlavi să demisioneze și să se exileze ca parte a invaziei anglo-sovietice din Iran, pentru a putea crea un coridor de aprovizionare militară pentru trupele sovietice (coridorul persan).
- 1950: Pianistul român Dinu Lipatti a trebuit să-și încheie prematur ultimul concert la Besançon, Franța din cauza bolii și și-a luat rămas bun de la publicul său cu aranjamentul pentru pian „Iisus rămâne bucuria mea” de Johann Sebastian Bach.[3] Două luni și jumătate mai târziu, la vârsta de 33 de ani, a murit de limfom Hodgkin.
- 1955: În Argentina are loc a doua lovitură de stat militară împotriva președintelui Juan Domingo Perón, care de data aceasta are succes.
- 1963: Malaya, Singapore, Borneo de Nord (Sabahul de astăzi) și Sarawak s-au unit pentru a forma Malaezia.
- 1966: Inaugurarea noii Opere Metropolitan din New York.
- 1970: Conflictul dintre palestinieni și guvernul iordanian escaladează în Septembrie negru.
- 1975: Papua Noua Guinee își câștigă independența față de Australia.
- 1976: A intrat în funcțiune prima platformă românească de foraj marin.
- 1987: S-a definitivat protocolul de la Montreal, un tratat internațional pentru protejarea stratului de ozon prin interzicerea fabricării unor substanțe dăunătoare acestuia.
- 1992: Are loc așa-numita „Miercurea Neagră” declanșată de speculații valutare care forțează guvernul britanic să retragă lira sterlină din Mecanismul european al cursului de schimb. În 1997, Trezoreria Regatului Unit a estimat costul Miercurii Negre la 3,14 miliarde de lire sterline,[4] care a fost revizuit la 3,3 miliarde de lire sterline în 2005, în urma documentelor publicate (estimările anterioare plasau pierderile într-un interval mult mai mare de 13-27 miliarde GBP).[5]
- 1996: Miniștrii de externe ai României și Ungariei, Theodor Meleșcanu și László Kovács, semnează la Timișoara tratatul bilateral de prietenie și bună vecinătate, Tratatul de la Timișoara.

## Nașteri
- 1386: Henric al V-lea al Angliei (d. 1422)
- 1507: Împăratul Jiajing al Chinei (d. 1567)
- 1557: Jacques Mauduit, compozitor francez (d. 1627)
- 1651: Engelbert Kaempfer, doctor și călător german (d. 1716)
- 1745: Mihail Kutuzov, mareșal rus (d. 1813)
- 1782: Daoguang, împărat chinez (d. 1850)

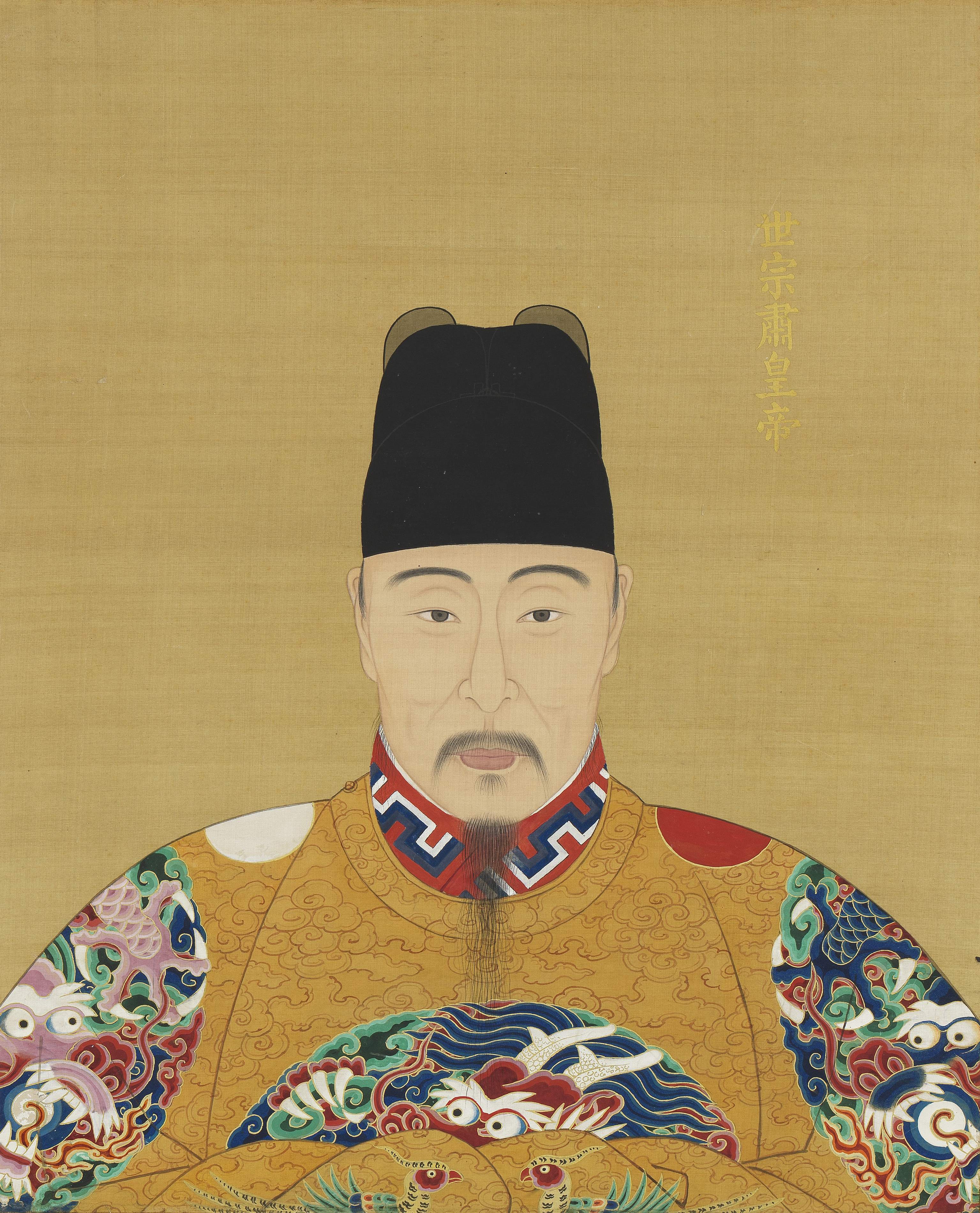
Împăratul Jiajing al Chinei
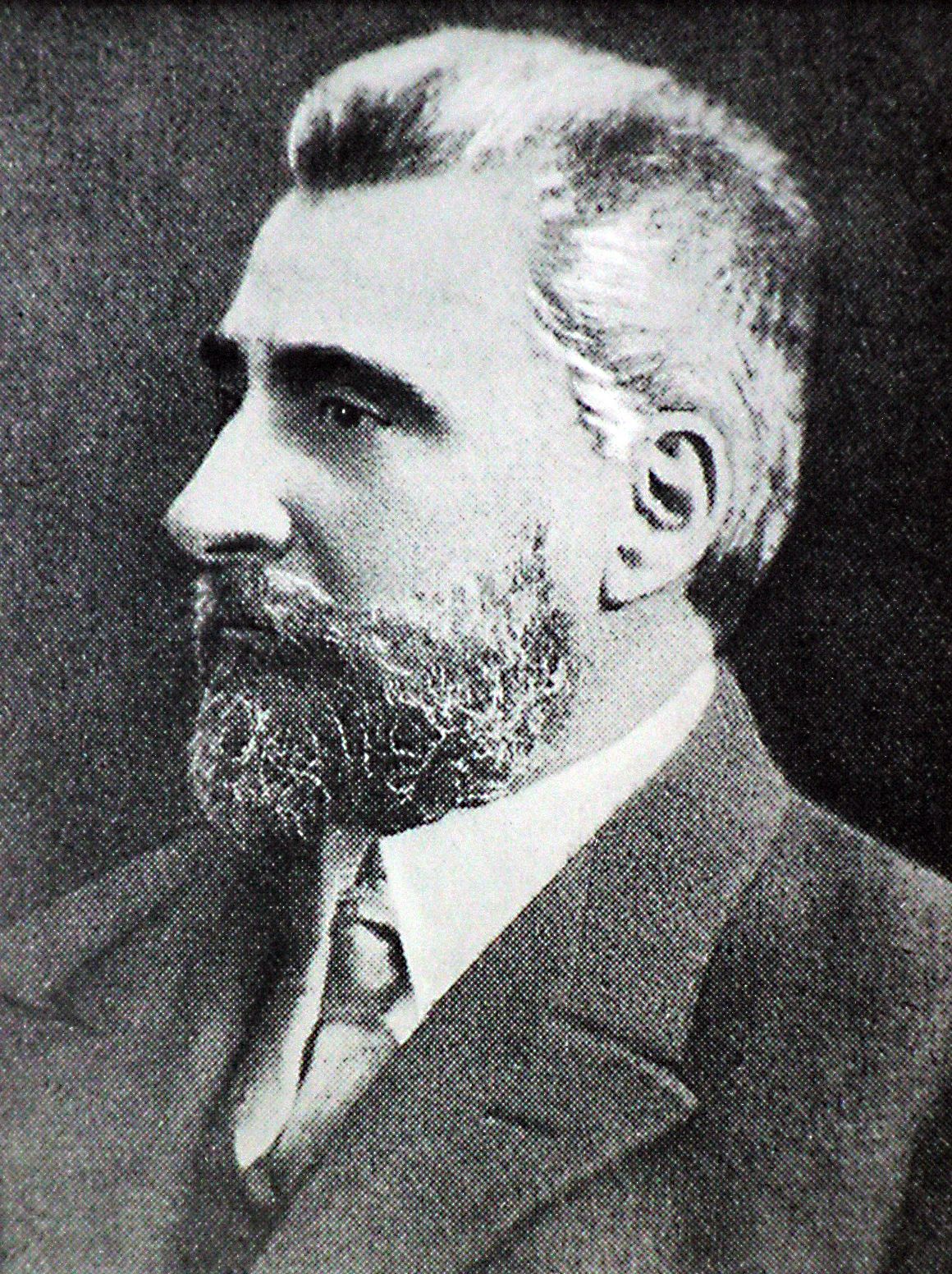
Vintilă I. C. Brătianu, cel de-al 31-lea prim-ministru al României
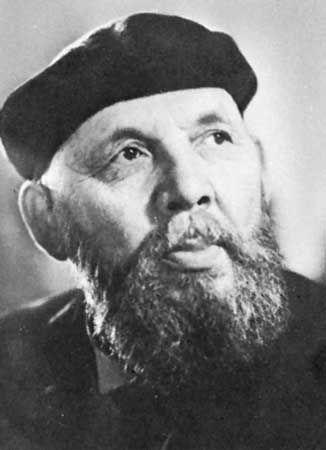
Frans Eemil Sillanpää, scriitor finlandez, laureat Nobel

- 1823: Francis Parkman, istoric american (d. 1893)
- 1826: Ernst I, Duce de Saxa-Altenburg (d. 1908)
- 1837: Pedro al V-lea al Portugaliei (d. 1861)
- 1853: Albrecht Kossel, medic german, laureat Nobel (d. 1927)
- 1858: Andrew Bonar Law, politician canadiano-scoțian, prim-ministru al Regatului Unit (d. 1923)
- 1867: Vintilă I. C. Brătianu, cel de-al 31-lea prim-ministru al României (d. 1930)
- 1872: António Carneiro, artist portughez (d. 1930)
- 1883: T. E. Hulme, scriitor englez (d. 1917)
- 1886: Jean Arp, sculptor, pictor și poet francez (d. 1966)
- 1887: Nadia Boulanger, compozitoare și profesoară franceză (d. 1979)
- 1888: Frans Eemil Sillanpää, scriitor finlandez, laureat Nobel (d. 1964)
- 1891: Karl Dönitz, amiral și om politic german (d. 1980)
- 1893: Alexander Korda, regizor maghiar stabilit în Marea Britanie (d. 1956)
- 1904: Nikolai Ostrovski, scriitor rus (d. 1936)
- 1910: Karl Kling, pilot german (d. 2003)
- 1913: Félicien Marceau, scriitor și scenarist francez (d. 2012)
- 1916: David Davidescu, inginer agrochimist român, membru al Academiei Române (d. 2004)

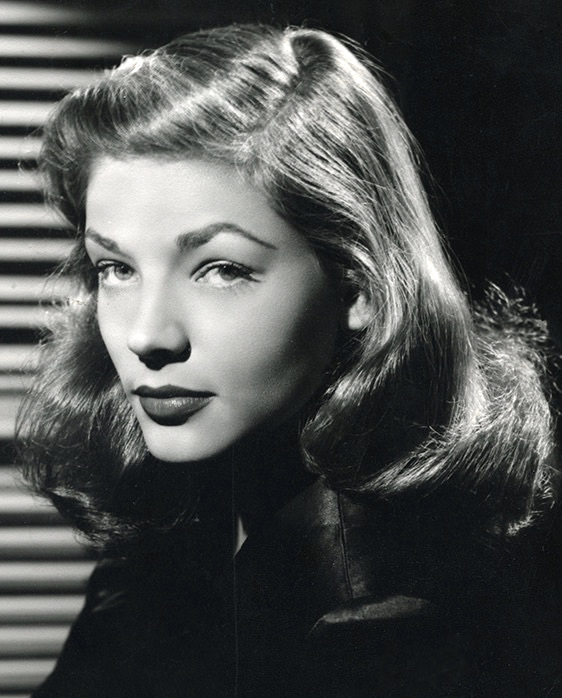
Lauren Bacal, actriță americană
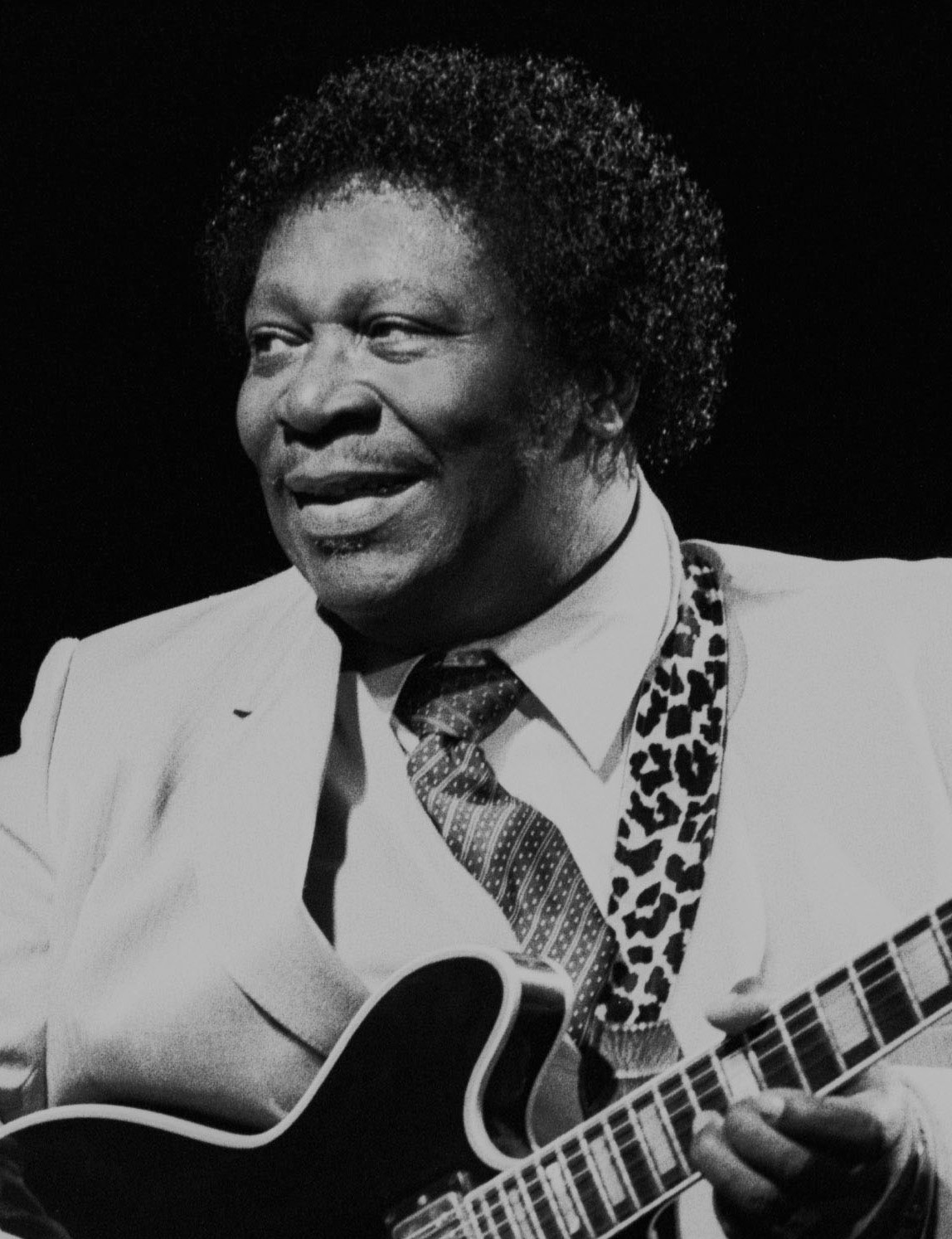
B.B. King, muzician american
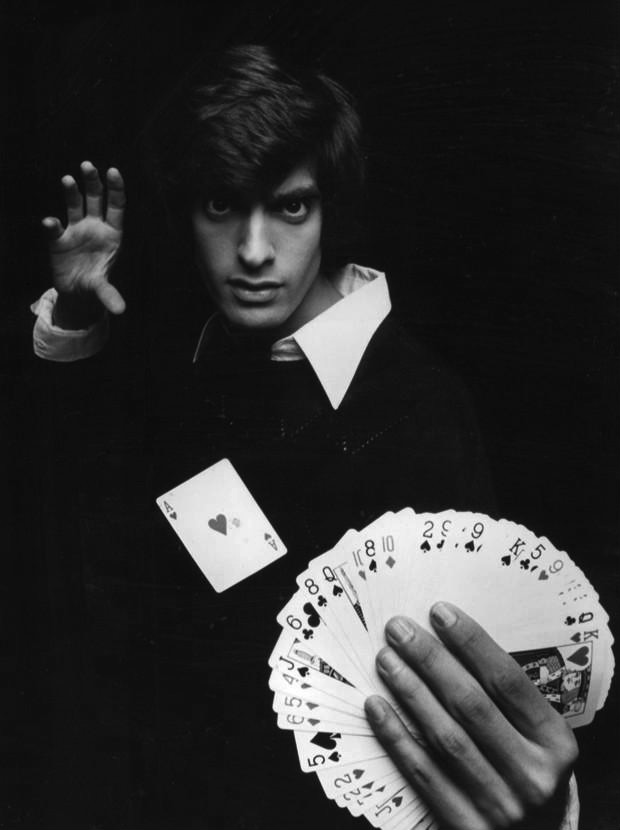
David Copperfield, magician american

- 1923: Lee Kuan Yew, politician singaporez, primul prim-ministru al Singapore  (d. 2015)
- 1924: Lauren Bacal, actriță americană de film (d. 2014)
- 1925: B.B. King, muzician american (d. 2015)
- 1927: Peter Falk, actor american (d. 2011)
- 1940: Maria Alexandrescu Vianu, istoric al artei antice și arheolog român
- 1947: Valeri Marcenko, poet, jurnalist, traducător ucrainean (d. 1984)
- 1954: Mickey Rourke, actor american
- 1955: Aurel Plasari, lector, cercetător, scriitor, traducător și profesor albanez
- 1956: David Copperfield, magician american
- 1957: Anca Parghel, interpretă și profesoară română de jazz (d. 2008)
- 1957: Maria Nagy, cântăreață de limba maghiară din România
- 1963: Luc Frieden, politician și avocat luxemburghez, prim-ministru al Luxemburgului
- 1968: Marc Anthony, cântăreț, compozitor, actor și producător american de origine portoricană
- 1975: Hubertus, prinț ereditar de Saxa-Coburg și Gotha, șeful Casei de Saxa-Coburg și Gotha
- 1975: Pest, solist vocal norvegian

## Decese
- 1087: Papa Victor al III-lea (n. 1026)
- 1380: Carol al V-lea al Franței (n. 1338)
- 1701: Iacob al II-lea al Angliei (n. 1633)
- 1736: Gabriel Daniel Fahrennheit, fizician german (n. 1686)
- 1764: Franz Josias, Duce de Saxa-Coburg-Saalfeld (n. 1697)
- 1824: Ludovic al XVIII-lea al Franței (n. 1755)
- 1883: Franz Xavier Knapp, pictor român (n. 1809)

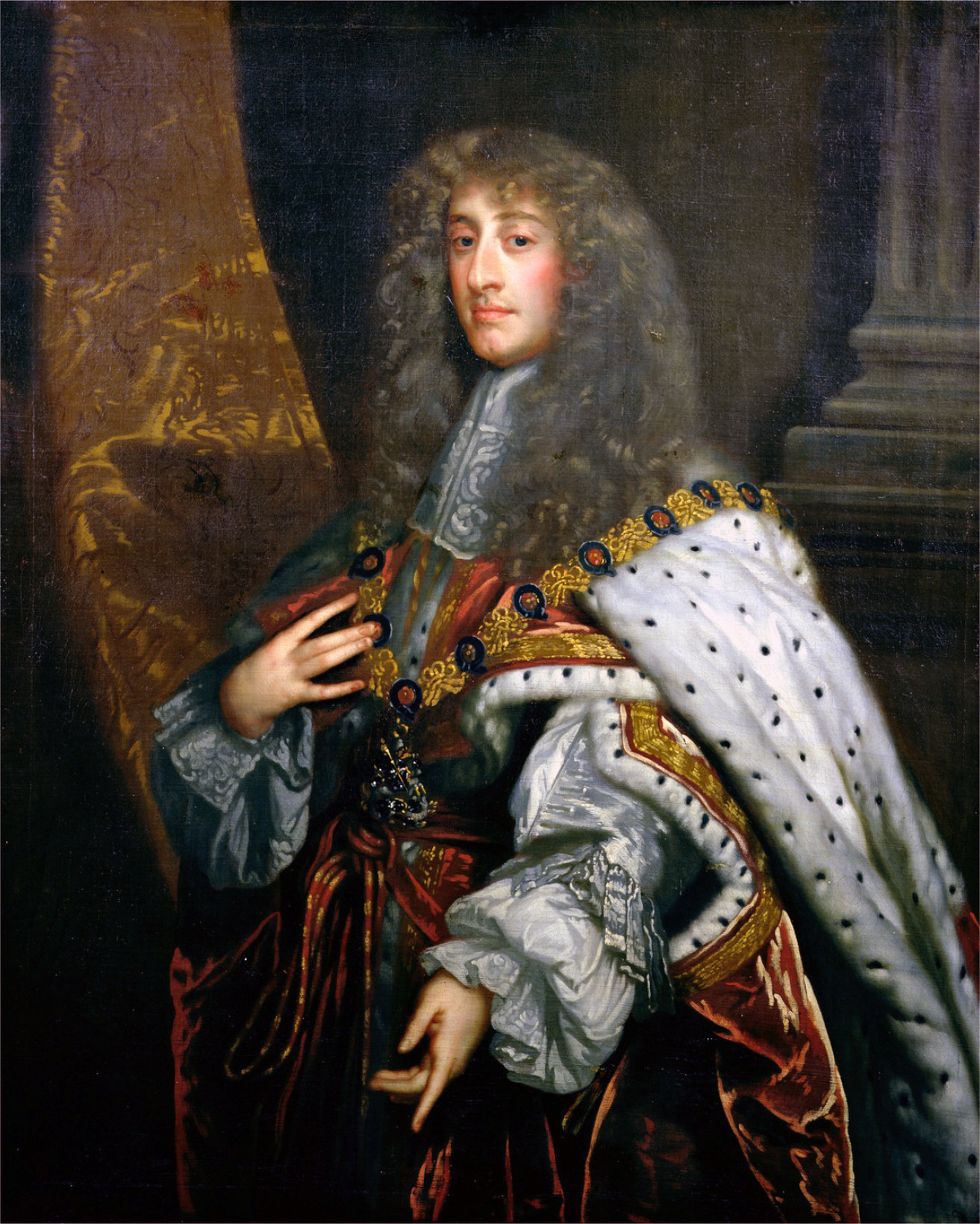
Iacob al II-lea al Angliei
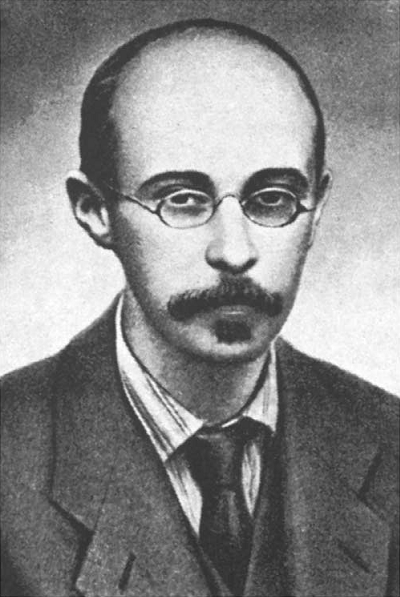
Alexander Friedman, matematician rus
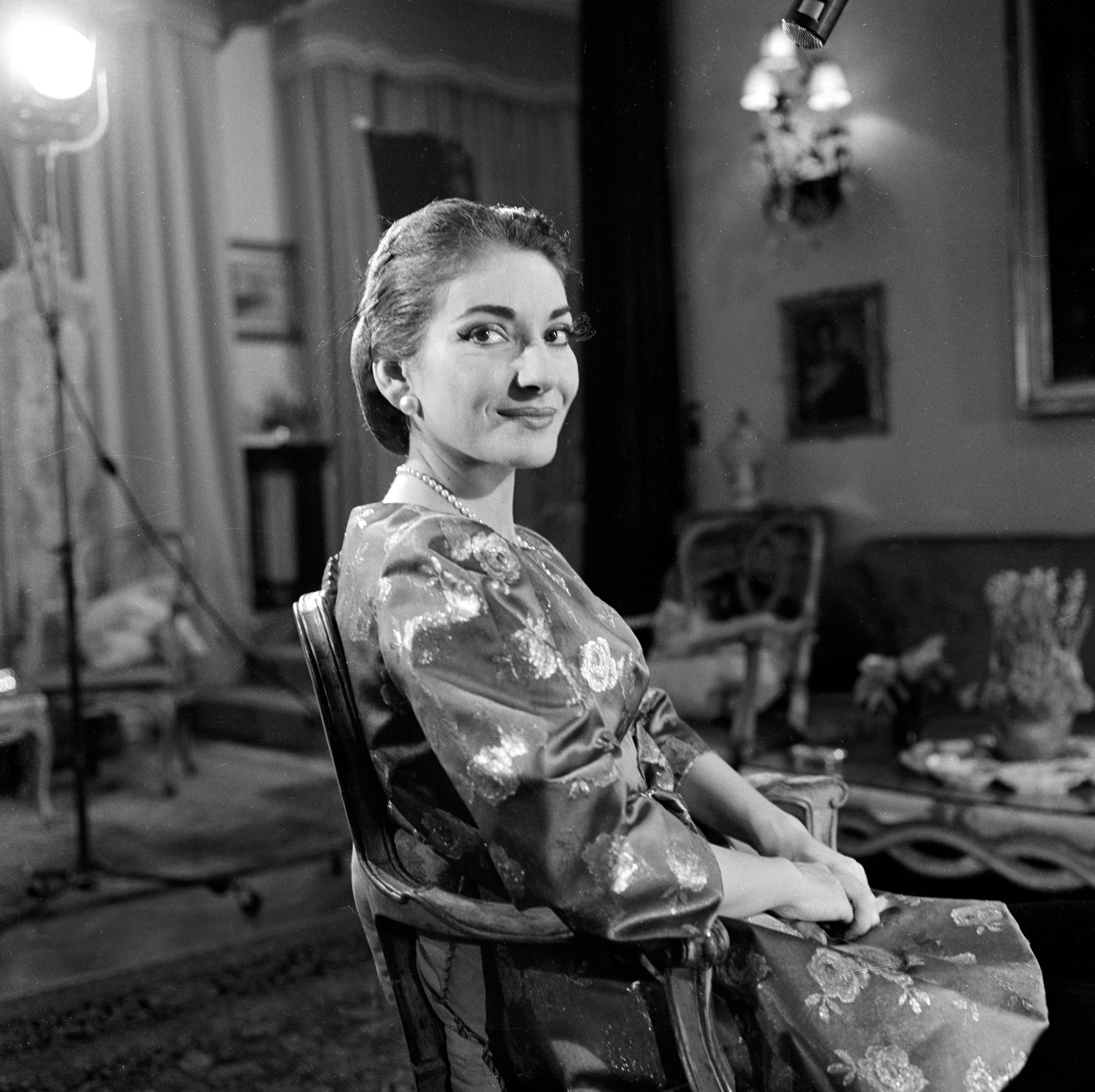
Maria Callas, soprană americană de origine greacă

- 1925: Alexander Friedman, astronom, cosmolog și matematician rus (n. 1888)
- 1936: Jean-Baptiste-Etienne-Auguste Charcot, explorator și oceanograf francez (n. 1867)
- 1977: Maria Callas, (Maria Calogeropoulos) soprană americană de origine greacă (n. 1923)
- 1977: Marc Bolan, compozitor și chitarist britanic  (n. 1947)
- 1980: Jean Piaget, epistemolog și psihopedagog elvețian (n. 1896)
- 1983: Fory Etterle, actor român de origine elvețiană (n. 1908)
- 1993: Silvia Popovici, actriță română de teatru și film (n. 1933)
- 2000: Valeriu Sterian, cântăreț, muzician și compozitor român de muzică folk și rock (n. 1952)
- 2000: Ioan Alexandru (n. Ion Șandor Janos), poet, eseist, publicist și politician român, membru fondator și vicepreședinte al Partidului Național Țărănesc Creștin Democrat (n. 1941)
- 2002: James Gregory, actor american de film (n. 1911)
- 2008: Dan Horia Mazilu, autor, critic literar, estetician și istoric literar român (n. 1943)
- 2010: Prințul Friedrich Wilhelm de Hohenzollern, capul casei de Hohenzollern-Sigmaringen (n. 1924)
- 2016: Carlo Azeglio Ciampi, om politic italian, președinte al Italiei (n. 1920)
- 2016: Edward Albee, dramaturg american (n. 1928)

## Sărbători
Ortodoxe 
Sf. Mare Mc. Eufimia; Sf. Mc. Meletina și Ludmila 
Greco-catolice 
Sf. m. Eufemia 
Romano-catolice 
Ss. Corneliu, pp. m. și Ciprian, ep. m.; Ludmila, m. 
- Ziua internațională pentru protecția stratului de ozon, marcată pe baza unei rezoluții a Adunării Generale a ONU; la 16 septembrie 1987 a fost semnat, la Montreal, Protocolul privind substanțele care subțiază stratul de ozon, protocol la care a aderat și România.
- Ziua europeană de prim ajutor, desemnată în anul 2000 de către forurile coordonatoare ale Mișcării Internaționale de Cruce Roșie și Semilună Roșie pentru a atrage atenția, prin manifestările organizate în această zi, asupra importanței cunoașterii regulilor de acordare a primului ajutor în acțiunile de salvare a persoanelor aflate în primejdie.

Mexic: Ziua Independenței